# Crypthelia fragilis
Crypthelia fragilis är en nässeldjursart som beskrevs av Stephen D. Cairns 1983. Crypthelia fragilis ingår i släktet Crypthelia och familjen Stylasteridae. Inga underarter finns listade i Catalogue of Life.